# Franciszek Adamanis

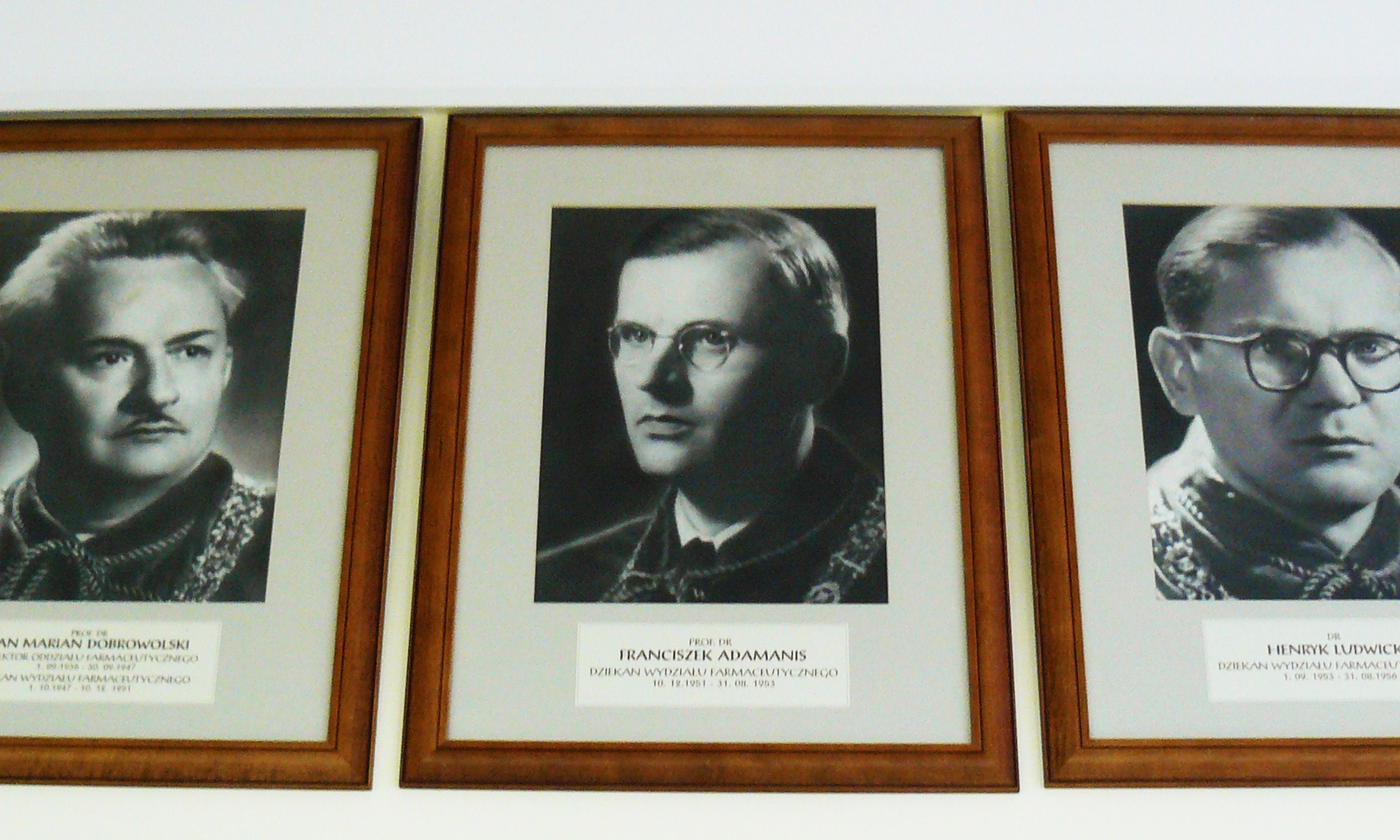
Portret w Collegium Maius w Poznaniu

Franciszek Adamanis (ur. 4 października 1900 w Lipawie, zm. 14 kwietnia 1962) – polski farmaceuta specjalizujący się w chemii farmaceutycznej. Autor podręczników akademickich Chemia farmaceutyczna i Chemia leków oraz 90 publikacji naukowych.
W latach 1938–1962 (z przerwą w latach II wojny światowej) był kierownikiem Katedry Chemii Farmaceutycznej, najpierw Uniwersytetu Poznańskiego, a od roku 1950 Akademii Medycznej w Poznaniu. Jako więzień obozu Mauthausen-Gusen prowadził nielegalne badania naukowe, opracowując receptury leków z dostępnych na miejscu półfabrykatów.

## Dzieciństwo i lata młodzieńcze
Franciszek Adamanis urodził się 4 października 1900 roku w Lipawie na Łotwie. Jego ojciec, Antoni (zm. 1919), pochodził ze Suboczy k. Birży na Żmudzi. Był pracownikiem kolejowym. Matka – Teresa z Laudańskich urodziła się w Daszkańcach położonych niedaleko Kiejdan. Należała do III zakonu św. Franciszka. Miał pięcioro rodzeństwa: dwie starsze siostry oraz dwóch starszych i jednego młodszego brata. Dzieciństwo spędził w Lipawie. Chodził do rosyjskiej szkoły, a w szkółce parafialnej uczył się wraz z rodzeństwem języka polskiego i historii. Po wybuchu wojny wraz rodzicami został ewakuowany do Homla, gdzie w 1918 ukończył gimnazjum.
Poprzez starszego brata, Feliksa, został wciągnięty do Polskiej Organizacji Wojskowej. W 1920 roku przeszedł przez front bolszewicki i wstąpił do Wojska Polskiego, w którym służył do roku 1921. Do Polski przyjechała również matka Adamanisa i zamieszkała w Poznaniu. W 1923 roku Adamanis zapisał się na Oddział Farmaceutyczny Uniwersytetu Poznańskiego i po zdaniu matury na tym oddziale został w roku 1924 immatrykulowany.

## Praca i studia
Podczas studiów pracował początkowo w Urzędzie Organizacji Pożyczki Państwowej w charakterze pomocnika manipulanta, a następnie w latach 1922–1926 w Spółdzielni Spożywców „Zgoda” w Poznaniu. Pełnił tam najpierw funkcję kancelisty, a później księgowego, zyskując sympatię współpracowników oraz uznanie dyrekcji, co znalazło wyraz w świadectwie wręczonym przy odejściu z pracy: „Przez cały czas swojej pracy Adamanis dał się poznać jako solidny pracownik, zawsze traktując swoje obowiązki poważnie. Punktualność, pilność, akuratność i sumienność w pracy cechowały jego działalność”. Podczas studiów uczęszczał na wykłady z Janiną Ferchmin (1900–1993), która 24 czerwca 1926 roku została jego żoną (ślub odbył się w kościele oo. Zmartwychwstańców w Poznaniu). Adamanis ukończył studia w 1927 roku, a jego praca magisterska „O aldolu Heintza i jego otrzymaniu” została nagrodzona brązowym medalem przez Senat Akademicki Uniwersytetu Poznańskiego. W tym samym roku magister Adamanis objął posadę chemika–analityka w centralnym laboratorium firmy „Akwawit”. Rok później przeniesiono go na stanowisko chemika w Fabryce Chemicznej o tej samej nazwie, znajdującej się przy ulicy Głównej, a 1 stycznia 1929 roku został kierownikiem Spółki Akcyjnej „Akwawit”. Zajmował się tam przeróbką fuzli na alkohole tłuszczowe, elektrolizą soli kuchennej, połączoną z wytwarzaniem szeregu chloropochodnych organicznych, produkcją estrów siarkowych: przemysłowego, aptecznego absolutnego i eteru do narkozy, produkcją lakierów nitrocelulozowych wraz z materiałami przeznaczonymi do lakiernictwa oraz kolodium różnoprocentowym, suszeniem kazeiny i produkcją sztucznego rogu. Jednocześnie uzupełniał swoje wykształcenie politechniczne studiując i tłumacząc sprowadzane czasopisma oraz podręczniki dotyczące tej dziedziny. „Adamanis opracował i udoskonalił prawie wszystkie działy produkcji, a mianowicie w dziedzinie alkoholi tłuszczowych, zwiększył wydajność aparatów, uprościł zawiły dotychczas proces oczyszczania fuzli oraz podniósł jakość otrzymywanych alkoholi. W dziale lakierów nitrocelulozowych, wprowadził pomocnicze materiały potrzebne do lakierowania oraz opracował szereg recept na lakiery”.
Na skutek wielkiej depresji fabryka chemiczna została zamknięta w 1930 roku, a Adamanis otrzymał posadę adiutanta przy Katedrze Chemii Farmaceutycznej i zamieszkał u siostry w Poznaniu, rozpoczynając pracę nad doktoratem, natomiast żona wynajęła ze swoją matką i córkami niewielkie mieszkanie koło Chełmży, gdzie  pracowała jako magister farmacji w aptece. W październiku 1932 roku Adamanis doktoryzował się, a w listopadzie 1936 habilitował, otrzymując stanowisko docenta. W latach 1932–1939 opublikował w czasopismach krajowych i zagranicznych 29 prac doświadczalnych z zakresu analizy termicznej.
Do wybuchu II wojny światowej brał czynny udział w krajowych i zagranicznych zjazdach naukowych, m.in. w XIV Zjeździe Lekarzy i Przyrodników Polskich w Poznaniu (1933), III Zjeździe Chemików we Lwowie (1934) oraz w IX i X Międzynarodowym Kongresie Chemii Czystej i Stosowanej w Madrycie (1934) i Rzymie (1938). Senat Akademicki Uniwersytetu Poznańskiego przyznał mu stypendium w celu wyjazdu do Paryża, gdzie miał prowadzić badania naukowe. We wrześniu 1938 roku, po śmierci profesora Konstantego Hrynakowskiego, szefa Katedry Chemii Farmaceutycznej, Rada Oddziału Farmaceutycznego powierzyła Adamanisowi kierownictwo tej katedry.

## II wojna światowa
Po wybuchu II wojny światowej, 10 listopada 1939 roku, został aresztowany brat Adamanisa, Feliks (po kilkudniowym pobycie w Forcie VII w Poznaniu prawdopodobnie został rozstrzelany przez Niemców w którymś z pobliskich lasów). W nocy z 20 na 21 kwietnia 1940 został aresztowany sam Franciszek Adamanis, którego przewieziono do Domu Żołnierza (ówczesnej siedziby Gestapo w Poznaniu), a następnie do Fortu VII (21–25 kwietnia 1940), skąd trafił do KL Dachau, w którym więziony był do 6 czerwca 1940 roku.
Pierwszą wiadomość od Adamanisa jego żona otrzymała w lipcu 1940 roku. Była to pocztówka, na której po niemiecku było napisane: Znajduję się w obozie koncentracyjnym w Mauthausen-Gusen, mój adres: Franz Adamanis N5068, geb 4-X-1900 StGeorgen a/d Gusen Oberdonau, Block 16 Stube A’. Po miesiącu dostała kolejny list, który był początkiem stałej korespondencji. Adamanis w obozie przebywał od 6 czerwca 1940 do 5 maja 1945 roku, pracując m.in. w kamieniołomach i przy budowie bocznicy kolejowej z St. Georgen an der Gusen do kamieniołomów w Gusen.
Staraniem Władysława Gębika został przydzielony do pracy w Komandzie Spielberg, które prowadziło prace archeologiczne w zamku w Spielberg. Podczas pobytu w obozie Adamanis zorganizował tajną produkcję leków z dostępnych na miejscu półfabrykatów. Jak napisał później w broszurce pt. „Pyrogeny w płynach nieiniekcyjnych”, warunki pracy przy produkcji leków były bardzo prymitywne. W ciągu 3,5 lat przygotował około 200 zastrzyków 10% chlorku wapnia, 50 zastrzyków glukozy i około 40 000 zastrzyków afenilu. Adamanis brał udział w prelekcjach z dziedziny chemii i farmacji oraz nauczył się języka hiszpańskiego. Za podanie żywności koledze został ukarany przez SS-manów 25 razami bykowcem”. Kilka dni przed wyzwoleniem obozu utworzyła się Polska Rada Obozowa, w skład której wszedł również Adamanis.
Po wyzwoleniu obozu, od 5 maja 1945 do 10 sierpnia 1945 roku prowadził aptekę szpitalną Polskiego Ośrodka w Linzu.

## Lata powojenne
Do Poznania powrócił 24 sierpnia 1945 i objął ponownie kierownictwo Katedry Chemii Farmaceutycznej, rozpoczynając prace nad reorganizacją Zakładu Chemii Farmaceutycznej. Nominację na profesora nadzwyczajnego otrzymał 7 października 1946, natomiast na profesora zwyczajnego 9 czerwca 1958 roku. W roku 1948 objął również kierownictwo działu pracowni naukowych w Państwowym Instytucie Naukowym Leczniczych Surowców Roślinnych w Poznaniu, a od 1 września 1948 roku kierownictwo tego instytutu, który prowadził do 1 kwietnia 1954 roku.
W 1951 roku wydał swój pierwszy podręcznik pt. „Podręcznik Chemii Farmaceutycznej” a następnie podręcznik „Chemia Leków”. Przez wiele lat pełnił szereg funkcji na uczelni: prodziekana (1950/51) i dziekana (1951–1953) Wydziału Farmaceutycznego, prorektora ds. nauczania (1956–1962) Akademii Medycznej w Poznaniu. Reprezentował uczelnię w Centralnej Komisji Kwalifikacyjnej (1957–1960) i Radzie Głównej (Sekcja Medyczna) przy Ministrze Szkolnictwa Wyższego. Brał udział w pracach towarzystw naukowych, był m.in. członkiem Zarządu Poznańskiego Towarzystwa Chemicznego (1946–1947), współpracownikiem Komisji Nauk Farmaceutycznych PAU w Krakowie (1949–1952), członkiem Komitetu Nauk Farmaceutycznych Polskiej Akademii Nauk (1947–1951), członkiem Wydziału IV Poznańskiego Towarzystwa Przyjaciół Nauk i przewodniczącym Komisji Nauk Farmaceutycznych tego towarzystwa (1956–1960), członkiem Komisji Farmakopei Polskiej (1952–1954) i kierownikiem Laboratorium Nr 4 Podkomisji Chemicznej Komisji Farmakopei Polskiej (1952–1954), działającym przy Katedrze Chemii Farmaceutycznej AM w Poznaniu, członkiem i pierwszym przewodniczącym Oddziału Poznańskiego (1950–1960) oraz prezesem Zarządu Głównego (1960–1962) Polskiego Towarzystwa Farmaceutycznego, był także członkiem Amerykańskiego Towarzystwa Farmaceutycznego (1961–1962) i wieloletnim członkiem Komitetu Redakcyjnego „Farmacji Polskiej”.
Po ciężkiej i nieuleczalnej chorobie zmarł 14 kwietnia 1962, a 17 kwietnia został pochowany na cmentarzu na Junikowie (pole 7, rząd 2, grób 1).

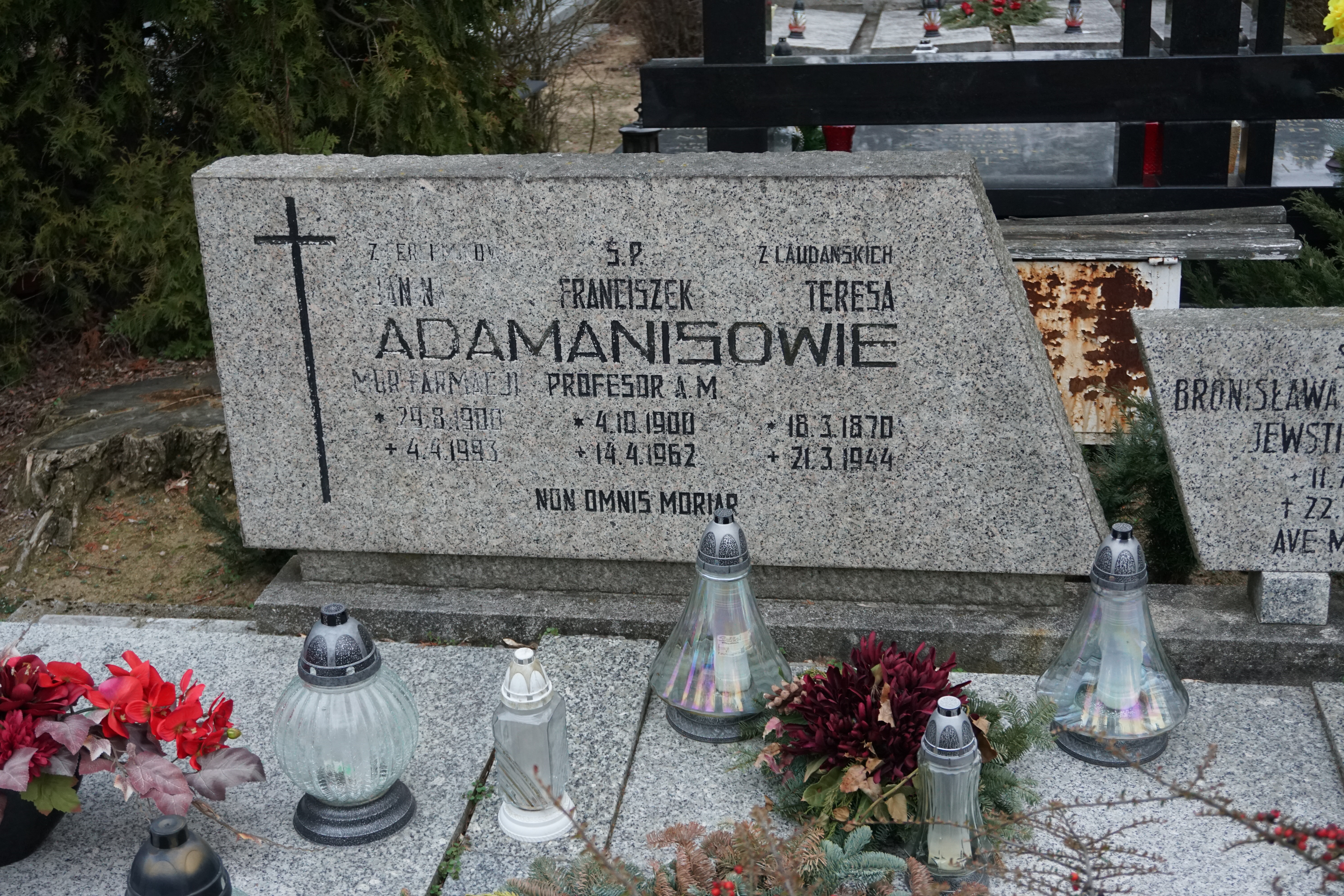
Grób prof. Franciszka Adamanisa na Cmentarzu Junikowskim

## Ordery i odznaczenia
- Krzyż Kawalerski Orderu Odrodzenia Polski
- Medal Niepodległości (4 listopada 1933)[7]
- Medal Pamiątkowy za Wojnę 1918–1921[4]
- Medal 10-lecia Polski Ludowej
- Krzyż Oświęcimski (pośmiertnie, 1986)[1]

## Wyróżnienia i upamiętnienie
Miasto Poznań uhonorowało Adamanisa przyznaniem „Złotej Odznaki Honorowej za zasługi w Rozwoju Miasta” oraz Nagrodą Naukową Miasta Poznania w dziedzinie nauk matematyczno-przyrodniczych (1958).
W dowód uznania działalności na rzecz zachowania pokoju na świecie został uhonorowany Dyplomem Honorowym Światowej Rady Pokoju.
Farmaceuci nadali jego imię aptece nr 32 w Poznaniu przy ul. Strzeleckiej 31 i aptece nr 231 w Tychach, przy ul. Buczka i Bieruta.
14 kwietnia 1992 roku Bibliotece Wydziału Farmaceutycznego Akademii Medycznej w Poznaniu nadano imię prof. dr. Franciszka Adamanisa.